# Маунт Вернон (Мисури)
Маунт Вернон (енгл. Mount Vernon) град је у америчкој савезној држави Мисури.

## Демографија
По попису из 2010. године број становника је 4.575, што је 558 (13,9%) становника више него 2000. године.
| Група             | 2000.         | 2010.         |
| Белци             | 3.860 (96,1%) | 4.298 (93,9%) |
| Афроамериканци    | 27 (0,7%)     | 18 (0,4%)     |
| Азијати           | 11 (0,3%)     | 22 (0,5%)     |
| Хиспаноамериканци | 49 (1,2%)     | 98 (2,1%)     |
| Укупно            | 4.017         | 4.575         |